# Bythiospeum leruthi
Bythiospeum leruthi е вид охлюв от семейство Hydrobiidae. Видът не е застрашен от изчезване.

## Разпространение и местообитание
Разпространен е в Румъния.
Обитава сладководни басейни и реки.